# Château Lauratet
Le château Lauratet est une grande villa de l'île de La Réunion, département d'outre-mer français dans le sud-ouest de l'océan Indien. Construite au milieu du XIXe siècle, la demeure est située au 44, rue Alexis de Villeneuve, dans le centre-ville de Saint-Denis, le chef-lieu. Un temps la propriété de la famille Kerveguen, puis de l'imprimeur Cazal, elle est acquise en 1984 par l'État français, et accueille la Chambre régionale des comptes de La Réunion depuis 1987.

## Historique
Sur le site, se trouvait une maison rustique construite à la fin du XVIIIe siècle. Sa forme actuelle lui a été donnée par le couple Lauratet, qui l'a habité de 1876 à 1917.
Ensuite, de nombreuses personnalités y ont habité. Parmi eux, Augustine de Villèle (1892-1978), épouse du riche sucrier Robert Le Coat de Kerveguen (1875-1934) ; le poète Auguste de Villèle, arrière-petit-fils de Madame Desbassayns ; la famille de Fernand Cazal, un des fondateurs du Journal de l'île de La Réunion.
Le photographe Jean Colbe, employé par Cazal, a résidé dans l'un des pavillons de la propriété, à son arrivée dans l'île en 1949.
La famille Cazal vend la villa à l'État français en 1984, afin d'y loger la Chambre régionale des comptes de La Réunion

## Description
Elle reprend les codes architecturaux de autres villas dionysiennes, les maisons Manès (actuel musée Léon Dierx) et Morange. De style néoclassique, elle arbore une varangue à colonnes ioniques.
Situé en bordure de rue, un guétali permettait aux belles dames habitant la demeure d'observer les passants sans être vues.